# Lobocneme colombiae
Lobocneme colombiae es una especie de mantis de la familia Mantidae.

## Distribución geográfica
Se encuentra en Colombia y Venezuela y Granada (país).